# Aires Gonçalves de Miranda
Aires Gonçalves de Miranda (Séc. XVI), foi um militar e governante português.

## Biografia
Membro da família dos Miranda Henriques, Aires Gonçalves de Miranda era filho de Diogo de Miranda Henriques, o 5º, camareiro-mor do Cardeal-Infante D. Henrique , e da sua mulher D. Violante de Castro e Lima (dos Senhores de Castro Daire).
Serviu na Índia. Foi capitão-mor de Macau (1582 ou 1583-1584). Nesta cidade, a 18 de dezembro de 1582, prestou juramento de fidelidade a D. Filipe I. Fez duas viagens ao Japão, em 1583 e 1584. Antes, em 1559, tomara parte na expedição de D. Álvaro da Silveira e Bahrein ao golfo Pérsico. Era grande amigo e benfeitor dos Franciscanos .
Casou-se na Índia, em 1575, com D. Isabel Henriques, viúva de D. Manoel de Menezes, filha única e herdeira universal de D. Afonso Henriques, proprietário das pacarias de Sidacer, Chari, Colombar, Sari e Sunagar (com o foro de 450 pardaus de ouro por ano, como dote, por carta que lhe foi passada a 3 de fevereiro de 1557, pelo governador Francisco Barreto), e da sua mulher d. Leonor de Gusmão (filha de Augusto Teves) .